# Amtsgericht Rheda-Wiedenbrück

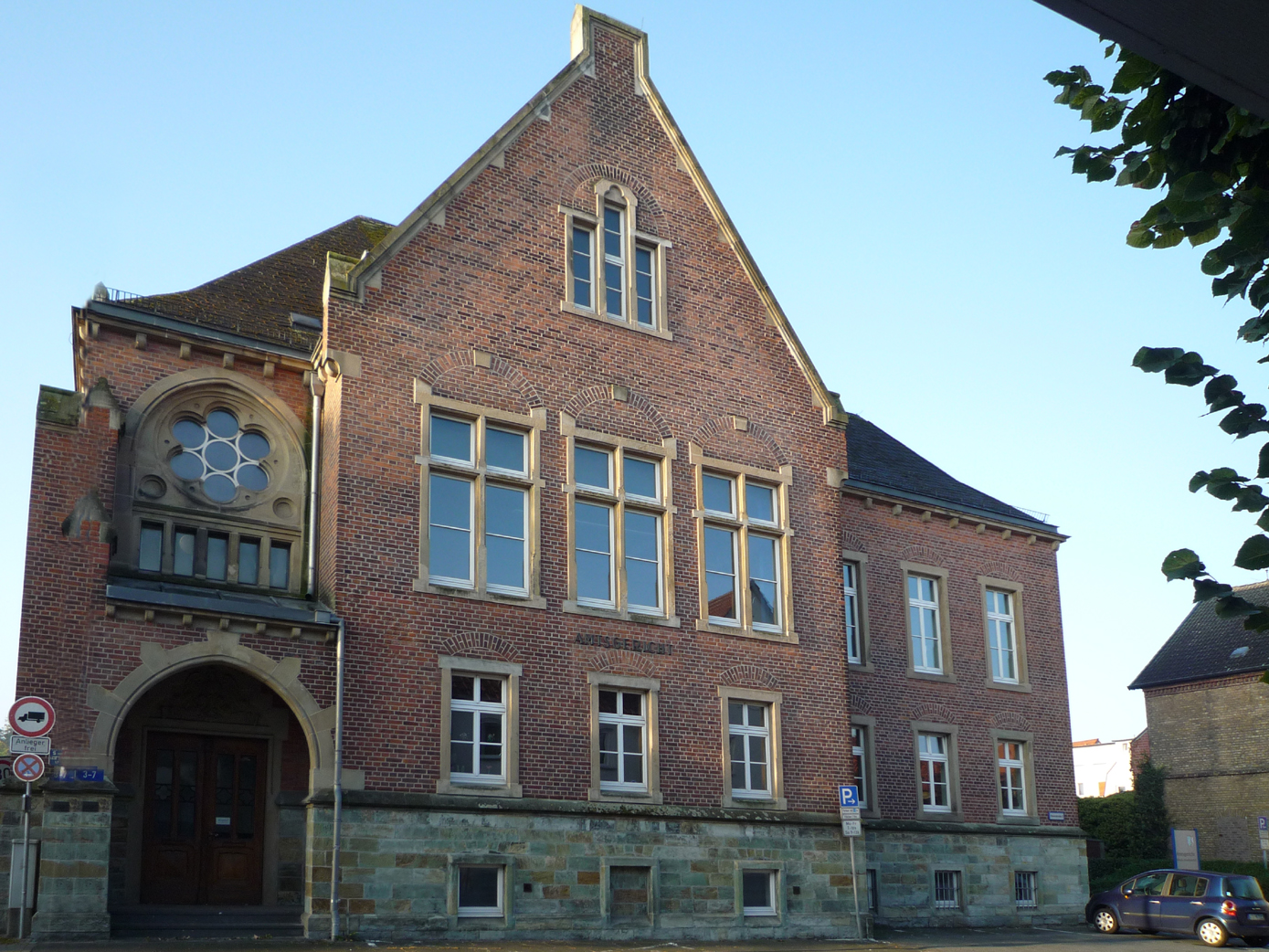
Amtsgericht Rheda-Wiedenbrück (2008)

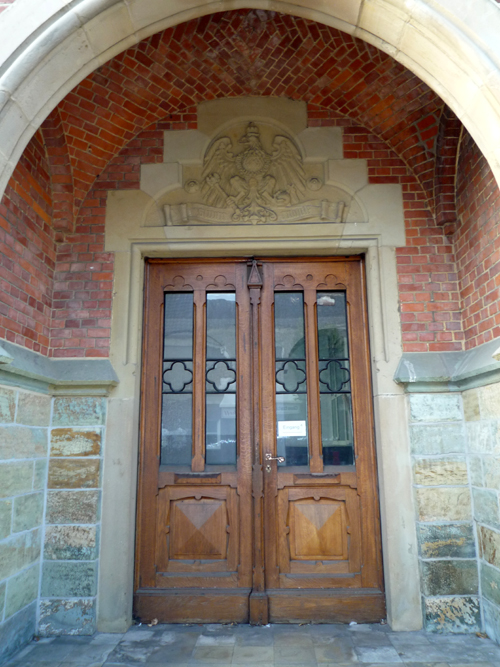
Alter Eingang zum Gebäude (2011)

Das Amtsgericht Rheda-Wiedenbrück ist ein Gericht der ordentlichen Gerichtsbarkeit mit Sitz in Rheda-Wiedenbrück. Es ist eines der Amtsgerichte in Trägerschaft des Landes Nordrhein-Westfalen.

## Amtsgerichtsbezirk
Das Amtsgericht ist zuständig für die Gemeinden Herzebrock-Clarholz und Langenberg sowie für die Städte Rheda-Wiedenbrück und Rietberg im Kreis Gütersloh. In dem 315 km² großen Gerichtsbezirk leben rund 100.000 Menschen. Außerdem ist das Amtsgericht Rheda-Wiedenbrück für die Landwirtschaftssachen der Amtsgerichtsbezirke Gütersloh und Rheda-Wiedenbrück zuständig.

## Übergeordnete Gerichte
Das dem Amtsgericht Rheda-Wiedenbrück übergeordnete Landgericht ist das Landgericht Bielefeld, das wiederum dem Oberlandesgericht Hamm untersteht.

## Geschichte
In Wiedenbrück bestand von 1849 bis 1879 die Gerichtskommission Wiedenbrück des Kreisgerichts Bielefeld. Im Rahmen der Reichsjustizgesetze wurden 1879 reichsweit einheitlich Oberlandes-, Land- und Amtsgerichte gebildet. Das königlich preußische Amtsgericht Wiedenbrück wurde mit Wirkung zum 1. Oktober 1879 als eines von 14 Amtsgerichten im Bezirk des Landgerichtes Bielefeld im Bezirk des Oberlandesgericht Hamm gebildet. Der Sitz des Gerichts war die Stadt Wiedenbrück. Sein Gerichtsbezirk umfasste aus dem Kreis Wiedenbrück den Stadtbezirk Wiedenbrück, aus dem Amt Reckenberg die Gemeindebezirke Batenhorst, Langenberg und St. Vit sowie aus dem Gemeindebezirk Avenwedde die Bauerschaften Lintel und Spexard. Am Gericht bestand 1880 eine Richterstelle. Das Amtsgericht war damit ein kleines Amtsgericht im Landgerichtsbezirk. In Folge der Weltwirtschaftskrise wurden 60 Amtsgerichte auf Grund von Sparverordnungen aufgehoben. Mit der Verordnung über die Aufhebung von Amtsgerichten vom 30. Juli 1932 wurde das Amtsgericht Rietberg zum 30. September 1932 aufgehoben und sein Sprengel überwiegend dem Amtsgericht Wiedenbrück zugeordnet. Gegen die Schließung dieser Amtsgerichte agitierte die NSDAP in vielen Fällen. Nach der Machtergreifung 1933 wurden mit dem Gesetz über die Wiedereinrichtung aufgehobener Amtsgerichte und die Schaffung von Zweigstellen der Amtsgerichte vom 29. August 1933 eine Reihe dieser im Vorjahr aufgehobenen Gerichte zum 1. Oktober 1933 wieder eingerichtet, darunter auch das Amtsgericht Rietberg.
Im Jahre 1970 wurden Rheda und Wiedenbrück zusammengeschlossen, entsprechend fusionierten das Amtsgericht Wiedenbrück mit dem Amtsgericht Rheda zum Amtsgericht Rheda-Wiedenbrück. Gleichzeitig wurde das Amtsgericht Rietberg zum 31. Dezember 1970 aufgehoben und sein Sprengel dem  Amtsgericht Rheda-Wiedenbrück zugeordnet.